# Klaus Bruengel
Klaus Bruengel est un compositeur allemand né le 2 octobre 1949 à Holzwickede.
Son pseudonyme est Nicola de Brun,.

## Publications

### Discographie
- Piano sounds of harmony, Verlag Fröndenberg, 1994
- Ballet Music for Exercises Album 1 – 5, Edition Scores&Parts, Dortmund, 2013
- Preludes for Piano and Small Orchestra, Edition Scores&Parts, Dortmund, 2013
- Nocturnes for Piano, Edition Scores&Parts, Dortmund, 2013
- Four Tangos, Edition Scores&Parts, Dortmund, 2013
- Four Seasons, Edition Scores&Parts, Dortmund, 2013
- Homer’s Epic Odyssey Album 1 – 2, Edition Scores&Parts, 2013
- Homer’s Epic Odyssey Album 3,  (EAN 4250782288646), Edition Scores&Parts, 2014
- Kammermusikalische Phantasien,  (EAN 4250782317865), 2014
- Impressions Album 1 – 18,  (EAN 4250782288639), 2014
- Impressions Album 19-36,  (EAN 4250782290267), 2014
- Music Kaleidoscope,  (EAN 4250782288622), 2014
- In Monets Garten (Ballett Suite),  (EAN 4250782287168), 2014
- Ballet Music for Piano Album 1-30,  (EAN 4250782286314), 2014
- Ballet Music for Piano Album 31-60,  (EAN 4250782286345), 2014
- Ballet Music for the Professional Dancer,  (EAN 4250782352439), 2014
- Ballet Music for Dancers,  (EAN 4250782382931), 2014
- Music for Piano, Harp, Cor Anglais and Oboe D'Amore,  (EAN 4250782404015), 2015
- Pavane for Harp and Cor Anglais,  (EAN 4250782406149), 2015
- Scherzino for Oboe and Harp,  (EAN 4250782411167), 2015
- Piano Music for Ballet (Exercises),  (EAN 4250928372239), 2016
- Piano Music for Ballet 31-60 (Vol. 2),  (EAN 4250928388919), 2016
- Woodwinds Nocturne (Woodwinds, Piano and Harp),  (EAN 4250928391872), 2016
- Nocturne for String Quartet,  (EAN 4250928393579), 2016
- Kammermusikalische Phantasien 6-10,  (EAN 4250532598278), 2016
- Impromptu No. 2 (Music for Flute, Oboe, Strings and Piano),  (EAN 4250887849896), 2016
- Moonlight Dreams Ballet (14 Piano Pieces),  (EAN 4250887853497), 2017
- Ballet Suite No. 2,  (EAN 4251177538155), 2017
- Ballet Piano (31 - 60),  (EAN 4251177545276), 2017
- Côte d' Azur Suite,  (EAN 4061707001109), 2018
- Poetry for Cor anglais and Piano,  (EAN 4061707034930), 2018
- Vier Jahreszeiten (Musik für Englischhorn und Klavier),  (EAN 4061707378539), 2020
- Impromptu 3,  (EAN 4061707451539), 2020
- Tuesdays Nocturne,  (EAN 4061707453281), 2020

### Partitions
- Ballet Music For Exercises 1-5, Edition Scores&Parts, Dortmund, 2013,  (ISBN 9783955771027)
- Preludes for Piano and Small Orchestra, Edition Scores&Parts, Dortmund, 2013,  (ISBN 9783955772253)
- Nocturnes for Piano, Edition Scores&Parts, Dortmund, 2013,  (ISBN 9783955771591)
- Four Tangos, Edition Scores&Parts, Dortmund, 2013,  (ISBN 9783955771614)
- Four Seasons, Edition Scores&Parts, Dortmund, 2013,  (ISBN 9783955771898)
- Homer’s Epic Odyssey 1-2, Edition Scores&Parts, Dortmund, 2013,  (ISBN 9783955771911)
- Jazz Rhythm Changes One, Edition Scores&Parts, Dortmund, 2013,  (ISBN 9783955772062)
- Ballet Music for Piano Album 1-30, (ISMN 9790502433055), 2014
- Ballet Music for Piano Album 31-60, (ISMN 9790502433062), 2014
- Impressions Album 1-18, (ISMN 9790502433079), 2014
- Impressions Album 19-36, (ISMN 9790502433086), 2014
- Phantasies, (ISMN 9790502433024), 2014
- Music Kaleidoscope, (ISMN 9790502433031), 2014
- Musical Meeresleuchten, (ISMN 9790502433772)
- Ballet Piano 1-30, (ISMN 9790502439644), 2015
- Ballet Piano 31-60, (ISMN 9790502436865), 2015
- Ballet Music for Exercises, (ISMN 9790502439859), 2015
- 3 Scores for Jazz Ensemble, (ISMN 9790502430368), 2015
- Brass Duets, String Quartet, Piano Solo, (ISMN 9790502439996), 2015
- Nocturnes for Piano Solo, (ISMN 9790502439835), 2015
- Modality, Modal Pieces for Chamber Orchestra, (ISMN 9790502439842), 2015
- Ballet Suite, In Monets Garden, (ISMN 9790502439880), 2015
- Ballet Music for Dancers, (ISMN 9790502439934), 2015
- Piano Solos, 10 pieces for the piano, (ISMN 9790502439811), 2015
- Pieces for Chamber Orchestra, (ISMN 9790502439838), 2015
- Meeresleuchten, Musical, (ISMN 9790502439897), 2015
- Impressions, Musical Scores for Chamber Orchestra, (ISMN 9790502439873), 2015
- Piano Music for Ballet 1-30, (ISMN 9790502439750), 2015
- Piano Music for Ballet 31-60, (ISMN 9790502439767), 2016
- Nocturne for String Quartet, (ISMN 9790502434762), 2016
- Woodwinds Nocturne, Chamber Music, (ISMN 9790502439743), 2016
- Ballet Suite No.2, (ISMN 9790502435790), 2017
- Impromptu No.2, (ISMN 9790502435622), 2017
- Code d' Azur Suite, Piece for Small Orchestra, (ISMN 9790502436919), 2018
- Impromptu 3, (ISMN 9790502438005), 2020
- Vier Jahreszeiten, (ISMN 9790502439002), 2020
- Tuesdays Nocturne, (ISMN 9790502438029), 2020
- Regentropfen, (ISMN 9790502438050), 2020
- A Quiet Autumn, (ISMN 9790502437077), 2020
- One Ruby Tuesday, (ISMN 9790502437381), 2020
- Forty Four, (ISMN 9790502439408), 2022
- September Piece, (ISMN 9790502439446), 2022
- Saturday Dreaming, (ISMN 9790502439491), 2022
- Tanz der Prinzessin, (ISMN 9790502439538), 2022
- Walzer, (ISMN 9790502439576), 2022
- July, (ISMN 9790502439606), 2022
- August, (ISMN 9790502436308), 2022
- QUARTEN UND ELF ACHTEL, (ISMN 9790502436346), 2022
- Pianomusic for Ballet, (ISMN 9790502437770), 2022
- Pianomusic for Ballet 2, (ISMN 9790502436407), 2022
- Mohnblume: Sopran Solo, (ISMN 9790502436377), 2022
- Rhythm Changes 4, (ISMN 9790502436438), 2022
- Samstag: Kammermusik, (ISMN 979-0502436445), 2022
- TIME IN SPACE: Kammermusik, (ISMN 9790502437220), 2022
- Thursday: Kammermusik, (ISMN 9790502437091), 2022
- Saxophone Quartet Music Vol.1, (ISMN 9790502437237), 2022
- Saxophone Quartet Music Vol.2, (ISMN 9790502437268), 2022
- Peace: Kammermusik, (ISMN 9790502437312), 2022

#### Piano Solo • New Music
- Provocation • Audio/Video • ISRC DESN91300141
- Fire and Ice • Audio/Video • ISRC DESN91300140
- Ballet Music for Piano • Exercises 1-60 • Edition Scores & Parts • 2014
- Monday • (ISMN 9790502431969) • Edition Scores & Parts • 2014

#### Duets
Tuba, Piccolo
- Duet for Tuba and Piccolo • Audio/Video • ISRC DESN91300139

Hautbois, Trombone
- Duet for Oboe and Trombone • Audio/Video • ISRC DESN91300138

#### Ensemble Music, Partitions incl. Audio
Flûte, Hautbois, Cordes, Violoncelle, Harpe, Piano, Contrebasse
- Impressions 1 - 36  • Edition Scores & Parts • 2013

Flûte, Hautbois, Piano
- Modality 1 - 8 • Edition Scores & Parts • 2013

Flûte, Hautbois, Harpe, Basson, Contrebasse
- Modality 09 La Mer and Fuge • Edition Scores & Parts • 2013

Flûte, Hautbois, Cordes, Harpe
- Modality 10 - 11 • Edition Scores & Parts • 2013

Jazz Orchestre
- Jazz Rhythm Changes One - Three • Edition Scores & Parts • 2013

Flûte, Hautbois, Violons, Violoncelle, Harpe, Piano, Contrebasse
- Homer‘s Epic Odyssey III Album 1 - 23 • Edition Scores & Parts • 2013

Flûte, Hautbois, Violons, Violoncelle, Harpe, Contrebasse
- Ballet Suite - In Monets Garden • Edition Scores & Parts • 2014

Quatuor à cordes
- Whole Tone piece for String Quartet • (ISMN 9790502431846)
- Twelve-tone composition for String Quartet • (ISMN 9790502431914)

Flûte, Hautbois, Clarinette, Harpe
- Impromptu • (ISMN 9790502431952)

Flûte, Cor anglais, Piano
- Perfect Fourth Game • (ISMN 9790502433147)